# لادنا
لادنا (به چکی: Ladná) یک منطقهٔ مسکونی در جمهوری چک است که در ناحیه برتسلاو واقع شده‌است. لادنا ۱۰٫۰۶ کیلومتر مربع مساحت و ۱٬۲۳۹ نفر جمعیت دارد.